# Partido Libertario (Argentina)
El Partido Libertario (PL) es un partido político argentino. Fue fundado el 16 de octubre de 2018. Es uno de los partidos fundadores e integrantes de la coalición política La Libertad Avanza.
Participó por primera vez en las elecciones presidenciales del 2019, apoyando la candidatura a presidente de José Luis Espert. En las elecciones legislativas del 2021 fundó, junto a otros partidos políticos, la coalición La Libertad Avanza, apoyando a Javier Milei como candidato a diputado nacional, siendo electo con el 17% de los votos y obteniendo su primera banca legislativa. El partido hace parte del gobierno argentino desde el 10 de diciembre de 2023, tras el triunfo de Javier Milei en la segunda vuelta de las elecciones presidenciales del 2023.

## Historia

### Fundación y primeros años
El partido fue fundado en el año 2018 por una mayoría de jóvenes originarios de distintos puntos geográficos del país, conectados y agrupados en redes sociales y grupos de debate, simpatizantes del mediático economista Javier Milei. El 23 de febrero del año siguiente, en un acto partidario en la Capital Federal organizado por el PL, Milei se afilia públicamente al partido, al mismo tiempo en que es nombrado presidente honorífico del mismo.
En marzo de 2019, la justicia concede al partido la personería jurídica definitiva en la provincia de Córdoba, el primer distrito en obtener dicha personería, gracias al renombre del antiguo partido "Unión Ciudadana" ahora convertido en "Partido Libertario", y presidido por el empresario Agustín Spaccesi. Sin embargo, al año siguiente se vence la personería de dicho partido.

### Elecciones 2019
Participaron (extraoficialmente) en las elecciones presidenciales del 2019, apoyando al partido "Unite por la Libertad y la Dignidad", quien llevaba a José Luis Espert como candidato a presidente. El resultado no fue el mejor, quedando en el 6° lugar con solamente el 1,47% de los votos.
En las elecciones legislativas de ese mismo año, en la provincia de Córdoba, donde el PL contaba con personería jurídica definitiva, formó oficialmente parte de la coalición de distrito Frente Despertar, junto a la UCEDE, llevando a Agustín Spaccessi como precandidato a diputado nacional, que finalmente no pudo superar el piso de las PASO.

### Elecciones 2021
En abril del 2021 en Tierra del Fuego, donde el PL contaba con reconocimiento provisorio, se disuelve el partido en pos de crear Republicanos Unidos en el distrito. Más tarde conseguirían la personería definitiva.
En las elecciones legislativas del año 2021 el Partido Libertario formó parte de la alianza electoral La Libertad Avanza en la Ciudad de Buenos Aires, siendo Javier Milei, el primero en la lista; y Nicolás Emma (presidente del Partido Libertario de CABA), el tercer candidato a diputado nacional; por debajo de Victoria Villarruel. Finalmente, Milei resultó electo con el 17 % de los votos. De esa manera, el PL obtuvo su primera banca legislativa.
En la Provincia de Buenos Aires el PL no logró llegar a un consenso y se dividió, apoyando de manera extraoficial a dos plataformas electorales distintas. Por un lado la alianza Avanza Libertad del economista José Luis Espert. Por otro lado, apoyó al partido "Todos por Buenos Aires", llevando como primer precandidato a diputado nacional a José Ignacio Raffo, en ese entonces miembro de la Junta Promotora del Partido Libertario de PBA. Esta última no logró superar el piso en las elecciones primarias, obteniendo 46.489 votos, el 0,57% de los sufragios de la Provincia de Buenos Aires.

### Elecciones 2023
El 18 de octubre del 2022, el PL obtiene la personería jurídica definitiva en la provincia de San Juan, siendo el primer distrito en obtener dicha personería. Mientras tanto, en noviembre del mismo año, inicia sus trámites para ser reconocido como partido de distrito en Tierra del Fuego. Lo mismo ocurre en diciembre, en San Luis, Neuquén y Corrientes. El día 14 del corriente mes se le otorga al partido la personería jurídica provisoria en la provincia de Buenos Aires. El 18 de enero de 2023, el PL obtiene la personería jurídica definitiva en la provincia de Mendoza, siendo el segundo distrito provincial en obtenerla. El 6 de marzo, el PL obtiene la personería jurídica provisoria en la provincia de Corrientes, mientras que el 10 de marzo readquiere la personería jurídica provisoria en la provincia de Córdoba, luego de haberla perdido en 2021. El 9 de mayo, obtiene la personería jurídica definitiva en Capital Federal, siendo el tercer distrito provincial en obtenerla. El 14 de junio, el Partido Libertario Distrito Corrientes obtiene su personería jurídica definitiva. Durante el mes de junio, el partido fue obteniendo personería jurídica definitiva en las provincias de Buenos Aires, Catamarca y Santa Fe; y personería provisoria en San Luis.

#### Elecciones provinciales
Las autoridades provinciales en San Luis  y Tucumán decidieron desligarse de Milei y La Libertad Avanza. En el caso de San Luis fue porque desde LLA se escogió como referente político local a Bartolomé Abdala, fundador del PRO en la provincia, argumentando que "no representa las ideas de la libertad y que es parte de la casta política"; aunque paradójicamente el Partido Libertario terminó formando parte de la alianza Cambia San Luis en la provincia junto al PRO, que ganó las elecciones con el 53,10% de los votos. Por otro lado en Tucumán se separaron de LLA por aliarse con el partido Fuerza Republicana, liderado por Ricardo Bussi, hijo de Antonio Domingo Bussi condenado por delitos de lesa humanidad. En esa provincia no se presentaron a elecciones.
En Santa Fe si bien el partido no logra presentarse oficialmente, se decide hacer un acuerdo con el partido UNITE, integrando la lista de diputados provinciales la presidente Silvia Malfesi, junto a Amalia Granata. 
En Mendoza se integra a la alianza La Unión Mendocina, junto al Partido Demócrata, y un sector que se salió de Cambia Mendoza, llevando a Omar de Marchi como candidato a la gobernación.

#### Elecciones nacionales
Para las elecciones presidenciales el Partido Libertario forma parte oficialmente de La Libertad Avanza, inscripto por las autoridades locales del distrito La Pampa. Mientras que para las elecciones legislativas, se logra presentar candidaturas en 4 distritos (PBA, Corrientes, Mendoza y San Juan). En el caso de la Provincia de Buenos Aires y Corrientes, el partido decide ir por fuera de LLA, presentado como candidatos a primer diputado nacional a Sergio Palahy Sosa y Diego Benítez, respectivamente.
El 15 de octubre de 2023 se fundó el Partido Libertario a nivel nacional, celebrándose la Asamblea Constitutiva que lo lanzó al orden federal, como sello habilitado para sustentar candidaturas nacionales. El evento se llevó a cabo en Rosario, donde se reunieron dirigentes liberales de distintas provincias, dejando constituida la Mesa Ejecutiva Nacional del partido, que será presidida por Ramiro Marra e integrada por Silvia Malfesi (Santa Fe), Andrés Peralta y Agustín Spaccesi (Córdoba), José Caviglia (Mendoza), Luciano Ortíz (La Pampa), y Yamil Salerno (Buenos Aires). De esta forma, distritos del Partido Libertario como Córdoba, Santa Fe, Mendoza y La Pampa se fusionan a Proyecto Joven (partido de orden nacional con personería vigente) que resolvió adoptar el nombre de Partido Libertario y aportar al proyecto político los distritos de Buenos Aires, La Rioja y Santiago del Estero.
Llegado el día de las generales, Milei fue el segundo candidato más votado, obteniendo el 29,98% de los votos en todo el país, solo por detrás de Sergio Massa. Debido a que ningún candidato alcanzó el 45% de los votos o el 40% y más de 10 puntos de diferencia con el segundo, fue habilitado junto con Massa a una segunda vuelta.
En el balotaje, Milei obtuvo el primer lugar con el 55,65% de los votos contra el 44,35% de Massa, logrando sacar más de diez puntos y una diferencia de casi tres millones de votos por encima del entonces ministro en el resultado electoral. De esta forma, Milei fue electo Presidente de la Nación y a su vez se convirtió en el candidato a presidente más votado de la historia argentina, con más de 14 millones de votos, a su vez que será la primera vez en la historia que un partido libertario gobernará en un país.

## Ideología
La ideología del partido, según su propia plataforma, está centrada en el libertarismo y se inclina a favor de la libertad de mercado y aboga por un modelo de Estado mínimo y laico, entre otras ideas. Sin embargo, entre sus militantes aparecen posturas conservadoras, liberales clásicas, anarcocapitalistas y transversalistas.

## Organización del partido

### Presidentes del partido
| N.º | Presidente   | Mandato               | Mandato             |
| N.º | Presidente   | Inicio                | Fin                 |
| --- | ------------ | --------------------- | ------------------- |
| 1º  | Nicolás Emma | 15 de octubre de 2023 | 29 de enero de 2025 |

### Juventud Libertaria
El partido cuenta con su agrupación juvenil, denominada Juventud Libertaria (también llamados Jóvenes Libertarios). Sus inicios se dan en la Ciudad de Buenos Aires, pero con la afiliación de Javier Milei al PL y su posterior auge político, comenzó a ser más reconocida, llegando a tener presencia en varias provincias del país.
| Distritos              | Presidente                  | Ref.                 |
| ---------------------- | --------------------------- | -------------------- |
| Buenos Aires           | Desconocido                 | [ 68 ] [ 69 ] [ 70 ] |
| Ciudad de Buenos Aires | Desconocido                 | [ 71 ]               |
| Chaco                  | Sergio Medina               | [ 72 ]               |
| Chubut                 | David Padilla               | [ 73 ]               |
| La Pampa               | Facundo Nicolás Ballesteros | [ 74 ]               |
| Mendoza                | Juan Salem                  | [ 75 ] [ 76 ]        |

### Organizaciones Estudiantiles
| Provincias   | Agrupación                                                                  | Universidad                      | Ref.          |
| ------------ | --------------------------------------------------------------------------- | -------------------------------- | ------------- |
| Buenos Aires | Universitarios Unidos por la Libertad                                       | Universidad Nacional de La Plata | [ 77 ] [ 69 ] |
| CABA         | Agrupación Libertarios UBA Derecho                                          | Universidad de Buenos Aires      | [ 78 ]        |
| Córdoba      | Agrupación Liberal Alberdi                                                  | Universidad Nacional de Córdoba  | [ 79 ]        |
| Santa Fe     | Apertura Universitaria (Ciencias Jurídicas, FIQ y Económicas)               | Universidad Nacional del Litoral | [ 80 ]        |
| Santa Fe     | Alternativa UNR (Derecho, Económicas, Ingeniería y Ciencia Política y RRII) | Universidad Nacional de Rosario  | [ 81 ]        |

### Distritos
El partido cuenta con personería jurídica a nivel nacional, estando presente en 12 distritos (Buenos Aires, Córdoba, Corrientes, Entre Rios,La Rioja, Mendoza, Misiones, San Juan, Santa Fe, Santiago del Estero, Tierra del Fuego y la Ciudad Autónoma de Buenos Aires). Además de tener personería provincial en las provincias de Chaco, Misiones, y San Luis, y personería municipal en San Salvador de Jujuy. Mientras tanto, ha iniciado trámites para obtener la personería jurídica en las provincias de Jujuy, Neuquén, Salta y Santa Cruz. A su vez en la provincia de Catamarca por decisión de su presidente Federico Lencina, se optó por cambiar el nombre del partido a La Libertad Avanza y comenzar a pertenecer a esa fuerza política.
| Distritos              | Distritos | Presidente              | Alianza     | Alianza            | Alianza    | Alianza                  | Personería jurídica  | N° Afiliados | Ref.                           |
| Distritos              | Distritos | Presidente              | de Distrito | de Distrito        | Provincial | Provincial               | Personería jurídica  | N° Afiliados | Ref.                           |
| ---------------------- | --------- | ----------------------- | ----------- | ------------------ | ---------- | ------------------------ | -------------------- | ------------ | ------------------------------ |
| Buenos Aires           | PL BA     | Lucas Gazzotti          |             | Sin alianza        |            | Sin alianza              | Distrito, Provincial | 8430         | [ 54 ] [ 94 ]                  |
| Ciudad de Buenos Aires | PL CABA   | Nicolás Emma            |             | Sin alianza        |            | Union Porteña Libertaria | Distrito, Provincial | 4277         | [ 95 ] [ 96 ] [ 97 ]           |
| Chaco                  | PL Cha    | Daniel Enciso           |             |                    |            | Libertarios en Acción    | Provincial           | —            | [ 83 ] [ 98 ]                  |
| Córdoba                | PL Cba    | Andrés Peralta          |             | Sin alianza        |            | Sin alianza              | Distrito, Provincial | 4111         | [ 99 ] [ 52 ]                  |
| Corrientes             | PL Cts    | Adrián Martres          |             | Sin alianza        |            | Vamos Corrientes         | Distrito, Provincial | 2915         | [ 100 ] [ 101 ]                |
| Entre Ríos             | PL ER     | Juan Martín Erro        |             | La Libertad Avanza |            | La Libertad Avanza       | Distrito, Provincial | —            | [ 102 ]                        |
| Formosa                | PL Fsa    | Santiago Rodríguez      |             | La Libertad Avanza |            | La Libertad Avanza       | Distrito, Provincial | Requerido    | [ 103 ]                        |
| Jujuy                  | PL Jujuy  | Javier ibarra           |             | Sin alianza        |            | Sin alianza              | Distrito, Provincial | [ 87 ]       |                                |
| La Rioja               | PL LR     | Desconocido             |             | Sin alianza        |            | Sin alianza              | Provincial           | Requerido    | [ 2 ] [ 60 ]                   |
| Mendoza                | PL Mza    | José Caviglia           |             | Sin alianza        |            | La Unión Mendocina       | Distrito, Provincial | 4172         | [ 104 ] [ 51 ] [ 105 ]         |
| Misiones               | PL Mnes   | Ninfa Zunilda Alvarenga |             | La Libertad Avanza |            | La Libertad Avanza       | Distrito             | Requerido    | [ 29 ] [ 29 ]                  |
| San Juan               | PL SJ     | Yolanda Agüero          |             |                    |            | Desarrollo y Libertad    | Distrito, Provincial | 2365         | [ 106 ] [ 107 ] [ 108 ]        |
| San Luis               | PL SL     | Lucas Daract            |             |                    |            | Cambia San Luis          | Provincial           | —            | [ 56 ]                         |
| Santa Fe               | PL SF     | Silvia Malfesi          |             | Sin alianza        |            | Somos Vida y Libertad    | Distrito, Provincial | 4031         | [ 109 ] [ 105 ] [ 55 ] [ 110 ] |
| Santiago del Estero    | PL SE     | Desconocido             |             | Sin alianza        |            | Sin alianza              | Provincial           | Requerido    | [ 2 ] [ 60 ]                   |
| Tierra del Fuego       | PL TdF    | Valeria Sanchéz         |             | La Libertad Avanza |            | La Libertad Avanza       | Distrito, Provincial | Requerido    | [ 82 ]                         |
| Total                  | Total     |                         |             |                    |            |                          |                      | 32.774       |                                |

### Número de afiliados
| Data      | Afiliados | Afiliados         | Personería jurídica (de Distrito) | Personería jurídica (de Distrito) |
| Data      | Cantidad  | Crecimiento anual | Distritos                         | Crecimiento                       |
| --------- | --------- | ----------------- | --------------------------------- | --------------------------------- |
| dic./2019 | 3.937     | Sin cambios       | 1                                 | Sin cambios                       |
| dic./2020 | 3.868     | 69                | 1                                 | Sin cambios                       |
| dic./2021 | Sin datos | Sin datos         | 0                                 | 1                                 |
| dic./2022 | 6.607     | 2.739             | 2                                 | 2                                 |
| dic./2023 | 28.744    | 22.137            | 9                                 | 7                                 |

## Representantes

### Congreso Nacional

#### Diputados Nacionales
|  | Nicolás Emma | Ciudad de Buenos Aires | 2023 | 2025 |

| Año  | Bloque                                | Interbloque                           | Bancas bloque | Situación | Presidente del bloque | Presidente de la Nación | Listado de diputados      |
| ---- | ------------------------------------- | ------------------------------------- | ------------- | --------- | --------------------- | ----------------------- | ------------------------- |
| 2021 | Partido Libertario                    | La Libertad Avanza                    | 1/257         | Oposición | Javier Milei          | Alberto Fernández       | Ver lista 1. Javier Milei |
| 2023 | Parte del Bloque "La Libertad Avanza" | Parte del Bloque "La Libertad Avanza" | 1/257         | Gobierno  | -                     | Javier Milei            | Ver lista 1. Nicolás Emma |

### Legislaturas provinciales
| Provincia | Alianza política | Alianza política                    | Órgano legislativo  | Bloque             | Legislador | Legislador       | Mandato    | Mandato    |
| Provincia | Alianza política | Alianza política                    | Órgano legislativo  | Bloque             | Legislador | Legislador       | Inicio     | Fin        |
| --------- | ---------------- | ----------------------------------- | ------------------- | ------------------ | ---------- | ---------------- | ---------- | ---------- |
| Córdoba   |                  | La Libertad Avanza                  | Legislatura         | La Libertad Avanza |            | Agustín Spaccesi | 10/12/2023 | 10/12/2027 |
| Santa Fe  |                  | Unite por la Libertad y la Dignidad | Cámara de diputados | Somos Vida         |            | Silvia Malfesi   | 10/12/2023 | 10/12/2027 |

### Parlamento del Mercosur
| Parlamentario | Parlamentario         | Bloque             | Distrito | Mandato   |
| ------------- | --------------------- | ------------------ | -------- | --------- |
|               | Jorge Santilli Girala | La Libertad Avanza | Mendoza  | 2023-2027 |

## Resultados electorales

### Elecciones de orden nacional
Presidenciales
|  | 2,16 % |

|  | 1,47 % |

|  | 29,86 % |

|  | 29,99 % |

|  | 55,69 % |

#### Legislativas
| Año  | Elección | Diputados | Diputados | Diputados | Diputados        | Diputados   |           | Senadores          | Senadores | Senadores        | Senadores | Senadores        | Alianza de distrito |
| Año  | Elección | Distritos | Votos     | %         | Bancas obtenidas | +/-         | Distritos | Votos              | %         | Bancas obtenidas | +/-       |                  | Alianza de distrito |
| ---- | -------- | --------- | --------- | --------- | ---------------- | ----------- | --------- | ------------------ | --------- | ---------------- | --------- | ---------------- | ------------------- |
| 2019 | Primaria | 1/24      | 6.440     | 0,31      | 0/9              | Sin cambios | 0/8       |                    |           |                  |           | Frente Despertar |                     |
| 2021 | General  | 1/24      | 358.377   | 17,04     | 1/13             | 1           | 0/8       | La Libertad Avanza |           |                  |           |                  |                     |
| 2023 | General  | 4/24      | 5.804.502 | 23,65     | 4/257            | 2           | 1/8       | La Libertad Avanza |           |                  |           |                  |                     |

### Elecciones de orden provincial
| 2021 | CABA         | General |                            |                              |                       |                       |                       | 318.978        | 16,74          | 3/30 | 3           | La Libertad Avanza    |
|      |              |         |                            |                              |                       |                       |                       |                |                |      |             |                       |
| 2023 | Buenos Aires | General | No presentó candidato      | No presentó candidato        | No presentó candidato | No presentó candidato | No presentó candidato | Por disputarse | Por disputarse | 0/46 | Sin cambios | Sin alianza           |
| 2023 | Buenos Aires | General | No presentó candidato      | No presentó candidato        | No presentó candidato | No presentó candidato | No presentó candidato | Por disputarse | Por disputarse | 0/23 | Sin cambios | Sin alianza           |
| 2023 | CABA         | General | Ramiro Marra (PL)          | Eduardo Martino (PL)         | 246.179               | 13,89                 | No electo             | 222.427        | 13,04          | 4/30 | 4           | La Libertad Avanza    |
| 2023 | Catamarca    | General | José Jalil Colomé (PL)     | Luis Valdez (PL)             | 46.308                | 23,40                 | No electo             | 48.230         | 24,14          | 0/8  | Sin cambios | La Libertad Avanza    |
| 2023 | Catamarca    | General | José Jalil Colomé (PL)     | Luis Valdez (PL)             | 46.308                | 23,40                 | No electo             | 48.230         | 24,14          | 5/20 | 5           | La Libertad Avanza    |
| 2023 | Chaco        | General | Ruben Galassi (Ind.)       | Marta Kassora (Ind.)         | 5.747                 | 0,84                  | No electo             | 6.200          | 0,93           | 0/32 | Sin cambios | Libertarios en Acción |
| 2023 | Córdoba      | General | Agustín Spaccesi (PL)      | Maria Cristina Lagger (Ind.) | 50.218                | 2,61                  | No electo             | 51.305         | 2,71           | 1/70 | 1           | La Libertad Avanza    |
| 2023 | Jujuy        | General | Cecilia Casasco (PL)       | Débora Caro (PL)             | 13.052                | 3,33                  | No electo             | 12.447         | 3,31           | 0/48 | Sin cambios | VIA + Libertarios     |
| 2023 | La Pampa     | General | No presentó candidato      | No presentó candidato        | No presentó candidato | No presentó candidato | No presentó candidato | 3.502          | 1,72           | 0/30 | Sin cambios | Sin alianza           |
| 2023 | Mendoza      | General | Omar De Marchi (PRO)       | Daniel Orozco (UCR)          | 275.890               | 29,67                 | No electo             | 225.267        | 26,84          | 0/38 | Sin cambios | La Unión Mendocina    |
| 2023 | Mendoza      | General | Omar De Marchi (PRO)       | Daniel Orozco (UCR)          | 275.890               | 29,67                 | No electo             | 223.644        | 26,82          | 0/48 | Sin cambios | La Unión Mendocina    |
| 2023 | San Juan     | General | Yolanda Agüero (PL)        | Gastón Briozzo (PL)          | 16.199                | 3,79                  | No electo             | 26.885         | 7,39           | 1/36 | 1           | Desarrollo y Libertad |
| 2023 | San Luis     | General | Claudio Poggi (Avanzar SL) | Ricardo Endeiza (Avanzar SL) | 49.005                | 53,10                 | si electo             | 2.747          | 2,58           | 0/21 | Sin cambios | Cambia San Luis       |
| 2023 | Santa Fe     | General | No presentó candidato      | No presentó candidato        | No presentó candidato | No presentó candidato | No presentó candidato | 345.551        | 19,92          | 0/19 |             | Apoyo a ''UNITE''     |
| 2023 | Santa Fe     | General | No presentó candidato      | No presentó candidato        | No presentó candidato | No presentó candidato | No presentó candidato | 345.551        | 19,92          | 1/50 |             | Apoyo a ''UNITE''     |

### Citas
1. ↑  PARTIDO LIBERTARIO. Boletín Oficial.
2. 1 2 3 4  «En Rosario, se lanzó el Partido Libertario a nivel nacional | Política». La Voz del Interior. 16 de octubre de 2023. Consultado el 16 de octubre de 2023.
3. ↑  https://x.com/LibertarioCABA?t=BDMV1dPINpzkCFVjKBptZQ&s=09
4. 1 2  «Plataforma». Partido Libertario Nacional.
5. ↑  «Para Javier Galán, la inseguridad se soluciona con la portación de armas». El Esquiú. 12 de marzo de 2023. Consultado el 12 de marzo de 2023.
6. ↑  «¿Quién es Javier Milei, el anarcocapitalista que podría ser presidente de Argentina?». DW. 21 de marzo de 2023. Consultado el 23 de marzo de 2023.
7. ↑  «Los libertarios de Javier Milei en Misiones, entre la participación y la abstención». MDZ.
8. ↑  «¿Es Javier Milei un paleolibertario?». Clarín.
9. 1 2 3  «Quiénes son los jóvenes libertarios y por qué vuelven a la escena política». Ámbito. 10 de mayo de 2019. Consultado el 19 de agosto de 2022.
10. ↑  Twitter (11 de mayo de 2021). «Partido Libertario CABA». Consultado el 30 de diciembre de 2022.
11. ↑  «El auge del liberalismo en la Argentina». Punto Convergente. 10 de diciembre de 2021. Consultado el 12 de febrero de 2023.
12. ↑  James Gatica Matheson. «Perfil: Javier Milei, el ultraliberal que “rugió” y ganó las primarias en Argentina». Ex-Ante.
13. ↑  Pasquini, Gabriel (16 de agosto de 2023). «Argentina's angry polarization is a warning for the United States». The Washington Post. ISSN 0190-8286. Archivado desde el original el 18 de agosto de 2023. Consultado el 18 de agosto de 2023.
14. ↑  «La juventud liberal, un nuevo actor político». Diario Publicable. 29 de octubre de 2019. Consultado el 16 de enero de 2023.
15. ↑    - «Argentina: El populista de derechas Milei y el peronista Massa, finalistas de las presidenciales». 23 de octubre de 2023.
  - «Inflación y descontento acercan al populista Milei a la Casa Rosada». 23 de octubre de 2023.
  - «El populismo libertario de Javier Milei».
  - «Milei parece ultraderecha, dicen analistas, pero su partido rechaza las comparaciones con Trump, Bolsonaro, Vox o Díaz-Canel».
16. ↑  «El fenómeno libertario: quiénes son los jóvenes que militan entre el orgullo de ser de derecha y el anarcocapitalismo». Clarín. 25 de marzo de 2021. Consultado el 24 de agosto de 2022.
17. ↑  «Récord de candidaturas de derecha en PBA: libertarios, mediáticos, religiosos, proVida y nacionalistas detrás del voto antisistema». ElDiarioAR. 5 de septiembre de 2021. Consultado el 24 de agosto de 2022.
18. ↑  «¿Es de extrema derecha el nuevo presidente de Argentina? La respuesta no es sencilla». El Economista.
19. ↑  «Milei: voto de hastío, no de extrema derecha». Diario Universidad de Chile.
20. ↑  Clarín.com (9 de abril de 2021). «Primera noche con las nuevas restricciones: cierres apurados y otra vez la postal de la Ciudad desierta». Clarín. Consultado el 7 de octubre de 2023.
21. ↑  «Argentina in its Labyrinth». jacobin.com (en inglés estadounidense). Consultado el 29 de octubre de 2023.
22. ↑  Busso, Anabella. «Argentina y Estados Unidos 2020-2021. Escenarios domésticos e impactos sobre el vínculo bilateral». Instituto de Relaciones Internacionales.
23. ↑  https://www.boletinoficial.gob.ar/detalleAviso/segunda/A1124530/20220811?busqueda=1
24. ↑  https://www.electoral.gob.ar/boletas/boletas.php?sfpg=RWxlY2Npb25lcyAyMDIzL1BBU08vMDUgQ29ycmllbnRlcy9EaXB1dGFkb3MvKiphOWM3OGE4ODA4YWZiZGE0M2QwYmM1N2M4NzJiZGM4NWFhNWMzYjEzZmVjMWJiYzk4ZGZmNzM0ZjhjNDY3MDE3
25. ↑  SRL, Editorial La Autentica Defensa. «La Juventud del Partido Libertario también crece en Campana». La Auténtica Defensa. Consultado el 29 de diciembre de 2022.
26. ↑  «Alianza Libertaria Iberoamericana: surge una internacional libertaria para el continente». La Derecha Diario. 27 de septiembre de 2021. Consultado el 14 de enero de 2023.
27. ↑  «Nace una internacional libertaria para dar la batalla cultural en Latinoamérica». Negocios&Política. 30 de octubre de 2021. Consultado el 14 de enero de 2023.
28. 1 2  https://www.electoral.gob.ar/nuevo/paginas/datos/afiliacionesdatos_98_19.php
29. 1 2 3  «Quiénes son los jóvenes libertarios y por qué vuelven a la escena política». www.ambito.com. Consultado el 19 de agosto de 2022.
30. ↑  «BOLETIN OFICIAL REPUBLICA ARGENTINA - PARTIDO LIBERTARIO». www.boletinoficial.gob.ar. Consultado el 28 de abril de 2023.
31. ↑  Fernández Guida, Alejandra (25 de marzo de 2021). «El fenómeno libertario: quiénes son los jóvenes que militan el orgullo de ser de derecha y el anarcocapitalismo». Clarín.
32. 1 2  «Qué hay detrás de las listas sábana». Qué hay detrás de las listas sábana. Consultado el 21 de agosto de 2022.
33. 1 2  D'Imperio, Julian (26 de agosto de 2019). «El sugestivo mensaje del Partido Libertario: ¿rompe la alianza con Espert?». Perfil.
34. 1 2  «Los frentes libertarios se quedan con cinco bancas en la Cámara de Diputados». Télam. 14 de noviembre de 2021. Archivado desde el original el 3 de marzo de 2024. Consultado el 20 de agosto de 2022.
35. 1 2  «Milei será el primer presidente libertario de la historia de Argentina (y del mundo)». El Español. 20 de noviembre de 2023. Consultado el 22 de noviembre de 2023.
36. ↑  «https://twitter.com/giacodiego/status/1099664654404644864». Twitter. Consultado el 12 de noviembre de 2022.
37. 1 2  «BOLETIN OFICIAL REPUBLICA ARGENTINA - UNIÓN CIUDADANA». www.boletinoficial.gob.ar. Consultado el 11 de septiembre de 2022.
38. ↑  «BOLETIN OFICIAL REPUBLICA ARGENTINA - PARTIDO LIBERTARIO». www.boletinoficial.gob.ar. Consultado el 1 de marzo de 2023.
39. ↑  Fumagalli, Cecilia. «La juventud liberal, un nuevo actor político | Diario Publicable». Consultado el 9 de octubre de 2022.
40. ↑  «Cámara Nacional Electoral». www.electoral.gob.ar. Consultado el 11 de septiembre de 2022.
41. ↑  «BOLETIN OFICIAL REPUBLICA ARGENTINA - PARTIDO LIBERTARIO». www.boletinoficial.gob.ar. Consultado el 12 de noviembre de 2022.
42. ↑  «Javier Milei: “Vienen continuos avances sobre la propiedad privada”». CNN. Consultado el 20 de agosto de 2022.
43. ↑  «Quiénes son los precandidatos para las PASO 2021 en Ciudad y Provincia de Buenos Aires». Perfil. 6 de septiembre de 2021. Consultado el 21 de agosto de 2022.
44. ↑  «El Partido Libertario de San Juan es el primero del país el recibir la personería jurídica». www.tiempodesanjuan.com. Consultado el 18 de octubre de 2022.
45. ↑  «BOLETIN OFICIAL REPUBLICA ARGENTINA - PARTIDO LIBERTARIO». www.boletinoficial.gob.ar. Consultado el 27 de octubre de 2022.
46. ↑  «BOLETIN OFICIAL REPUBLICA ARGENTINA - PARTIDO LIBERTARIO». www.boletinoficial.gob.ar. Consultado el 23 de noviembre de 2022.
47. ↑  «BOLETIN OFICIAL REPUBLICA ARGENTINA - PARTIDO LIBERTARIO». www.boletinoficial.gob.ar. Consultado el 6 de diciembre de 2022.
48. 1 2  «BOLETIN OFICIAL REPUBLICA ARGENTINA - PARTIDO LIBERTARIO». www.boletinoficial.gob.ar. Consultado el 28 de abril de 2023.
49. ↑  «BOLETIN OFICIAL REPUBLICA ARGENTINA - PARTIDO LIBERTARIO». www.boletinoficial.gob.ar. Consultado el 28 de abril de 2023.
50. ↑  «Milei se queda con el sello del Partido Libertario para dar pelea en la Provincia». www.latecla.info. Consultado el 15 de diciembre de 2022.
51. 1 2  «El partido de Milei tiene personería jurídica en Mendoza y trabaja para el armado de listas». Los Andes. 18 de enero de 2023. Consultado el 19 de enero de 2023.
52. 1 2 3  «BOLETIN OFICIAL REPUBLICA ARGENTINA - PARTIDO LIBERTARIO». www.boletinoficial.gob.ar. Consultado el 10 de marzo de 2023.
53. ↑  «BOLETIN OFICIAL REPUBLICA ARGENTINA - PARTIDO LIBERTARIO CABA». www.boletinoficial.gob.ar. Consultado el 12 de mayo de 2023.
54. 1 2  «https://twitter.com/LibertariosBA/status/1668465355465846789». Twitter. Consultado el 13 de junio de 2023.
55. 1 2  «Reconocimiento definitivo Provincia de Santa Fe». Consultado el 13 de junio de 2023.
56. 1 2  «BOLETIN OFICIAL REPUBLICA ARGENTINA - PARTIDO LIBERTARIO». www.boletinoficial.gob.ar. Consultado el 12 de junio de 2023.
57. ↑  «Libertarios de San Luis manifiestan “decepción” por la alianza entre Milei y Abdala». La Gaceta Digital. Consultado el 21 de abril de 2023.
58. ↑  https://ne-np.facebook.com/PartidoLibertarioTucuman/?comment_id=Y29tbWVudDoxOTYxMDQxMTI1NTIwMjJfMjAxMjI5Mzk1MzcyODI3
59. 1 2  «Cámara Nacional Electoral». www.electoral.gob.ar. Consultado el 21 de julio de 2023.
60. 1 2 3  «El Partido Libertario se consolida en La Libertad Avanza». Alfil. 17 de octubre de 2023. Consultado el 18 de octubre de 2023.
61. ↑  Crucianelli, Iván Ruiz ySandra (23 de octubre de 2023). «Resultados de las elecciones 2023: cómo quedó el mapa político de Argentina tras la recuperación del peronismo». infobae. Consultado el 23 de octubre de 2023.
62. ↑  «Javier Milei logra una histórica victoria en Argentina frente a Massa». La Voz de Galicia. 20 de noviembre de 2023. Consultado el 20 de noviembre de 2023.
63. ↑  «Resultados de las elecciones en Argentina, en vivo | Milei arrasa y Argentina da un salto a lo desconocido». El País. 20 de noviembre de 2023. Consultado el 20 de noviembre de 2023.
64. ↑  «Javier Milei es el presidente electo más votado de la historia argentina». Todo Noticias. 20 de noviembre de 2023. Consultado el 21 de noviembre de 2023.
65. ↑  «Quiénes son y cómo piensan los jóvenes libertarios». Ahora Mar del Plata. 10 de mayo de 2019. Consultado el 16 de enero de 2023.
66. ↑  SRL, Editorial La Autentica Defensa. «La Juventud del Partido Libertario también crece en Campana». La Auténtica Defensa. Consultado el 16 de enero de 2023.
67. ↑  «Los libertarios llegaron a San Nicolás: Quiénes son los que quieren impulsar a Milei como presidente 2023». www.lanoticia1.com. Consultado el 20 de enero de 2023.
68. ↑  «Juventud Libertaria: "En la UNLP tuvimos problemas con las autoridades y Franja Morada nos amenazó"». Diario NCO. 13 de julio de 2022. Consultado el 14 de enero de 2023.
69. 1 2  «Los jóvenes libertarios de La Plata quieren construir centros de estudiantes "apolíticos" en las secundarias». LaPlata1.com. 30 de agosto de 2022. Consultado el 14 de enero de 2023.
70. ↑  REALPOLITIK.com. «Juventud Libertaria: "En la UNLP tuvimos problemas con las autoridades y Franja Morada nos amenazó"». realpolitik.com.ar. Consultado el 15 de enero de 2023.
71. ↑  «Los reclamos de la derecha al gobierno». Diario NCO. 13 de julio de 2022. Consultado el 14 de enero de 2023.
72. ↑  Youtube (24 de noviembre de 2022). «Sergio Medina, presidente de Juventud Libertaria Chaco». Consultado el 14 de enero de 2023.
73. ↑  «Los militantes de Milei tomaron distancia del PRO en Chubut». Diario El Chubut. 27 de julio de 2022. Consultado el 16 de enero de 2023.
74. ↑  «Juventud Libertaria La Pampa (@juventudlibertarialpam) • Fotos y videos de Instagram». www.instagram.com. Consultado el 14 de junio de 2023.
75. ↑  «Repudian el homenaje de una facultad de la UNCuyo a Evo Morales». www.memo.com.ar. 5 de marzo de 2020. Consultado el 20 de enero de 2023.
76. ↑  «Jornada Proyectando Mendoza: los jóvenes «se pusieron la camiseta» por nuestra provincia». Federación Económica de Mendoza. 31 de octubre de 2022. Consultado el 14 de enero de 2023.
77. ↑  «Novedad: los libertarios llegan a la política universitaria». PolíticaHoy. 14 de febrero de 2022. Consultado el 16 de enero de 2023.
78. ↑  «ADNciudad.com | - Libertarios: Piden el cese del hostigamiento». www.adnciudad.com. 18 de abril de 2023. Consultado el 21 de mayo de 2023.
79. ↑  Twitter (2 de junio de 2022). «Agrupación Liberal Alberdi (Córdoba)». Consultado el 14 de enero de 2023.
80. ↑  «Instagram». www.instagram.com. Consultado el 21 de noviembre de 2023.
81. ↑  «Instagram». www.instagram.com. Consultado el 1 de mayo de 2024.
82. 1 2  «BOLETÍN OFICIAL - PARTIDO LIBERTARIO TIERRA DEL FUEGO».
83. 1 2  «Tribunal Electoral de la Provincia del Chaco - Partidos Políticos». www.electoralchaco.gov.ar. Consultado el 30 de abril de 2023.
84. ↑  Kulicoski, Jose (22 de mayo de 2024). «El Partido Libertario de Misiones obtuvo su personería jurídica tras años de luchas judiciales». Misiones Cuatro. Consultado el 3 de junio de 2024.
85. ↑  DataClave (21 de mayo de 2024). «En medio de las protestas, Karina hace pie en Misiones y arma el Partido Libertario». DataClave. Consultado el 3 de junio de 2024.
86. ↑  «BOLETIN OFICIAL REPUBLICA ARGENTINA - PARTIDO LIBERTARIO». www.boletinoficial.gob.ar. Consultado el 18 de octubre de 2023.
87. 1 2  «Tribunal Electoral de la Provincia de Jujuy - Partidos Políticos Reconocidos». www.electoraljujuy.gob.ar. Consultado el 29 de abril de 2023.
88. ↑  «BOLETIN OFICIAL REPUBLICA ARGENTINA - PARTIDO LIBERTARIO». www.boletinoficial.gob.ar. Consultado el 20 de febrero de 2023.
89. ↑  «BOLETIN OFICIAL REPUBLICA ARGENTINA - PARTIDO LIBERTARIO». www.boletinoficial.gob.ar. Consultado el 20 de febrero de 2023.
90. ↑  «BOLETIN OFICIAL REPUBLICA ARGENTINA - PARTIDO LIBERTARIO SANTA CRUZ». www.boletinoficial.gob.ar. Consultado el 15 de mayo de 2024.
91. ↑  «La Libertad Avanza se consolida como partido nacional y Catamarca formará parte del lanzamiento». El Esquiu. Consultado el 20 de noviembre de 2024.
92. ↑  «Cámara Nacional Electoral». www.electoral.gob.ar. Consultado el 8 de agosto de 2022.
93. ↑  «Afiliaciones por distrito y agrupación 1998-2021». Cámara Nacional Electoral.
94. ↑  Seco, Sebastián (13 de junio de 2023). «Reconocen al Partido Libertario en la Provincia de Buenos Aires». www.pilardetodos.com.ar. Consultado el 14 de junio de 2023.
95. ↑  «BOLETIN OFICIAL REPUBLICA ARGENTINA - PARTIDO LIBERTARIO». www.boletinoficial.gob.ar. Consultado el 12 de mayo de 2023.
96. ↑  «https://twitter.com/LibertarioCABA/status/1656393263933280259». Twitter. Consultado el 10 de mayo de 2023.
97. ↑  «El Partido Libertario obtuvo la personería jurídica en CABA». www.laprensa.com.ar. Consultado el 12 de mayo de 2023.
98. ↑  «El Partido Libertario Chaco analizó el contexto político y el plan de trabajo». NOVA Chaco. Consultado el 30 de abril de 2023.
99. ↑  «Los libertarios en Córdoba afirman que en 2023 presentarán listas en más de 60 localidades». La Voz. 27 de marzo de 2022. Consultado el 1 de noviembre de 2022.
100. ↑  «BOLETIN OFICIAL REPUBLICA ARGENTINA - PARTIDO LIBERTARIO CORRIENTES». www.boletinoficial.gob.ar. Consultado el 5 de julio de 2023.
101. ↑  «El partido político de Milei ya tiene personería jurídica en Corrientes para competir». LT7Noticias. 16 de junio de 2023. Consultado el 21 de junio de 2023.
102. ↑  «BOLETIN OFICIAL REPUBLICA ARGENTINA - PARTIDO LIBERTARIO». www.boletinoficial.gob.ar. Consultado el 31 de julio de 2024.
103. ↑  «BOLETIN OFICIAL REPUBLICA ARGENTINA - PARTIDO LIBERTARIO FORMOSA». www.boletinoficial.gob.ar. Consultado el 28 de junio de 2024.
104. ↑  «BOLETIN OFICIAL REPUBLICA ARGENTINA - PARTIDO LIBERTARIO MENDOZA». www.boletinoficial.gob.ar. Consultado el 22 de febrero de 2023.
105. 1 2  Mendoza Today, Diario (16 de febrero de 2023). «🐍 Lograron la personería jurídica y Mendoza ya tiene Partido Libertario». Mendoza Today. Consultado el 17 de febrero de 2023.
106. ↑  «El primer Partido Libertario saldrá en San Juan y lo preside una mujer». Real Politik. 29 de septiembre de 2022. Consultado el 20 de octubre de 2022.
107. ↑  «El Partido Libertario de San Juan es el primero del país en recibir la personería jurídica». www.tiempodesanjuan.com. Consultado el 18 de octubre de 2022.
108. ↑  «Los seguidores de Javier Milei en San Juan sellaron la tan ansiada unidad dentro de La Libertad Avanza». Tiempo de San Juan. 27 de noviembre de 2022. Consultado el 29 de noviembre de 2022.
109. ↑  «Partido Libertario: "Éramos 5, nunca pensamos crecer tanto"». Letra P. 31 de marzo de 2022. Consultado el 20 de octubre de 2022.
110. ↑  «https://twitter.com/LibertarioSFC/status/1668799103256371201/photo/1». Twitter. Consultado el 18 de junio de 2023.

- Datos: Q113554426
- Multimedia: Partido Libertario (Argentina) / Q113554426